# Lettiska sällskapet i Riga
Lettiska sällskapet i Riga (lettiska: Rīgas Latviešu biedrība) är lettisk samhälls- och kulturorganisation.
Rigas lettiska sällskap grundades 1868 av publicisten Bernhards Dirikis (1831–1892), arkitekten Janis Fridrihs Baumanis och publicisten Rihards Tomsons (1834–1893). Syftet var att hjälpa behövande samt att sprida kunskap och andlig upplysning. Organisationen var en viktig del i den begynnande lettiska nationalistiska rörelsen under det ryska imperiet.
Rigas lettiska sällskap lades ned efter Sovjetunionens ockupation av Lettland 1940 och återetablerades 1989. 

## Byggnaden
Sällskapets byggnad i Riga uppfördes 1869 efter ritningar av Janis Fridrihs Baumanis. Den totalförstördes av brand 1908 och nyuppfördes i nyklassicistisk stil efter ritningar av Eižens Laube och Ernests Pole (1872–1914) och försågs med målningar på fasaden av Janis Rozentals. Huset återinvigdes i december 1909.
Den största teater- och konsertlokalen är på 352 kvadratmeter och tar 645 åhörare. Det finns ytterligare sex lokaler med plats för 20–298 åhörare.

## Bildgalleri

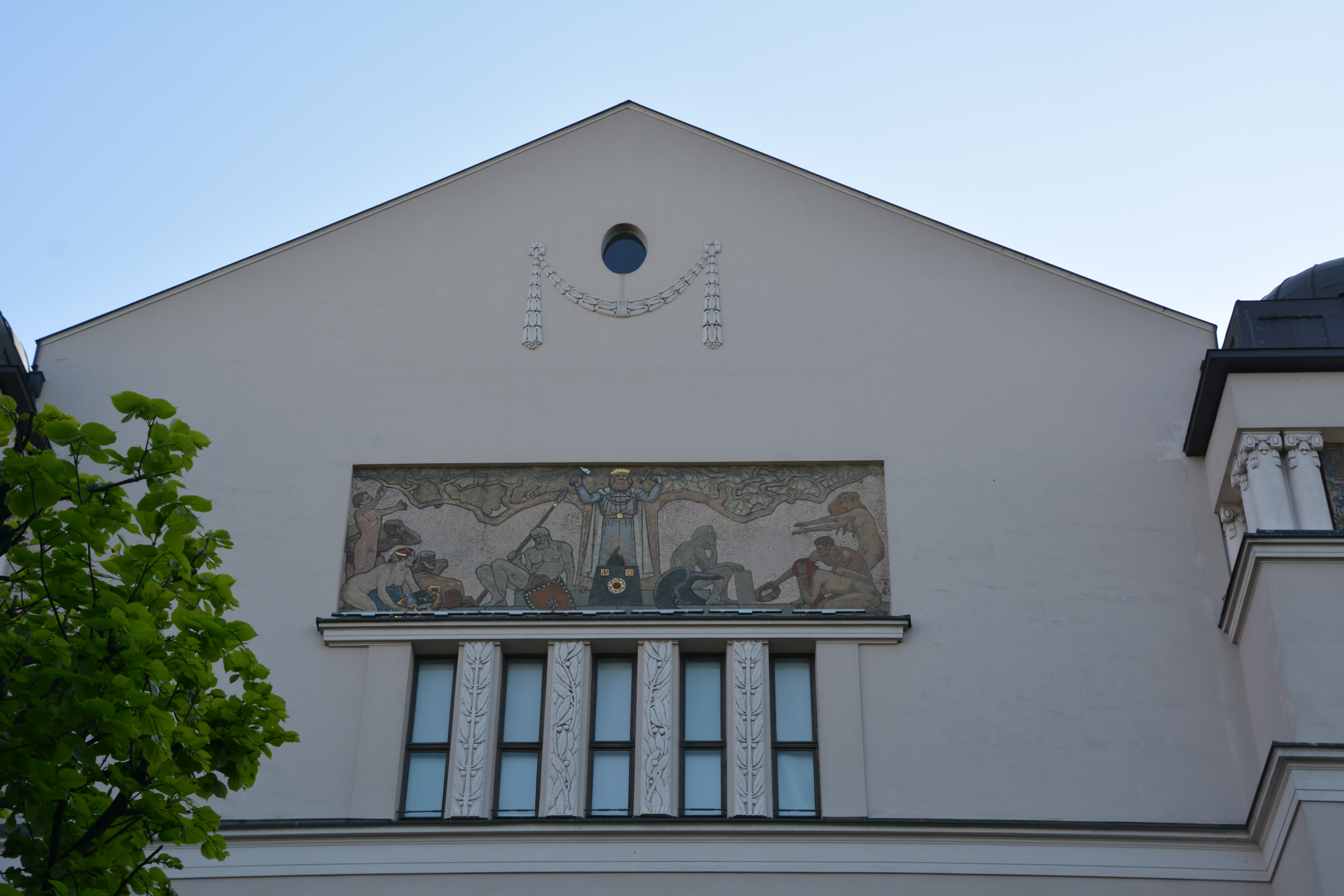
Målning ovanför ingången
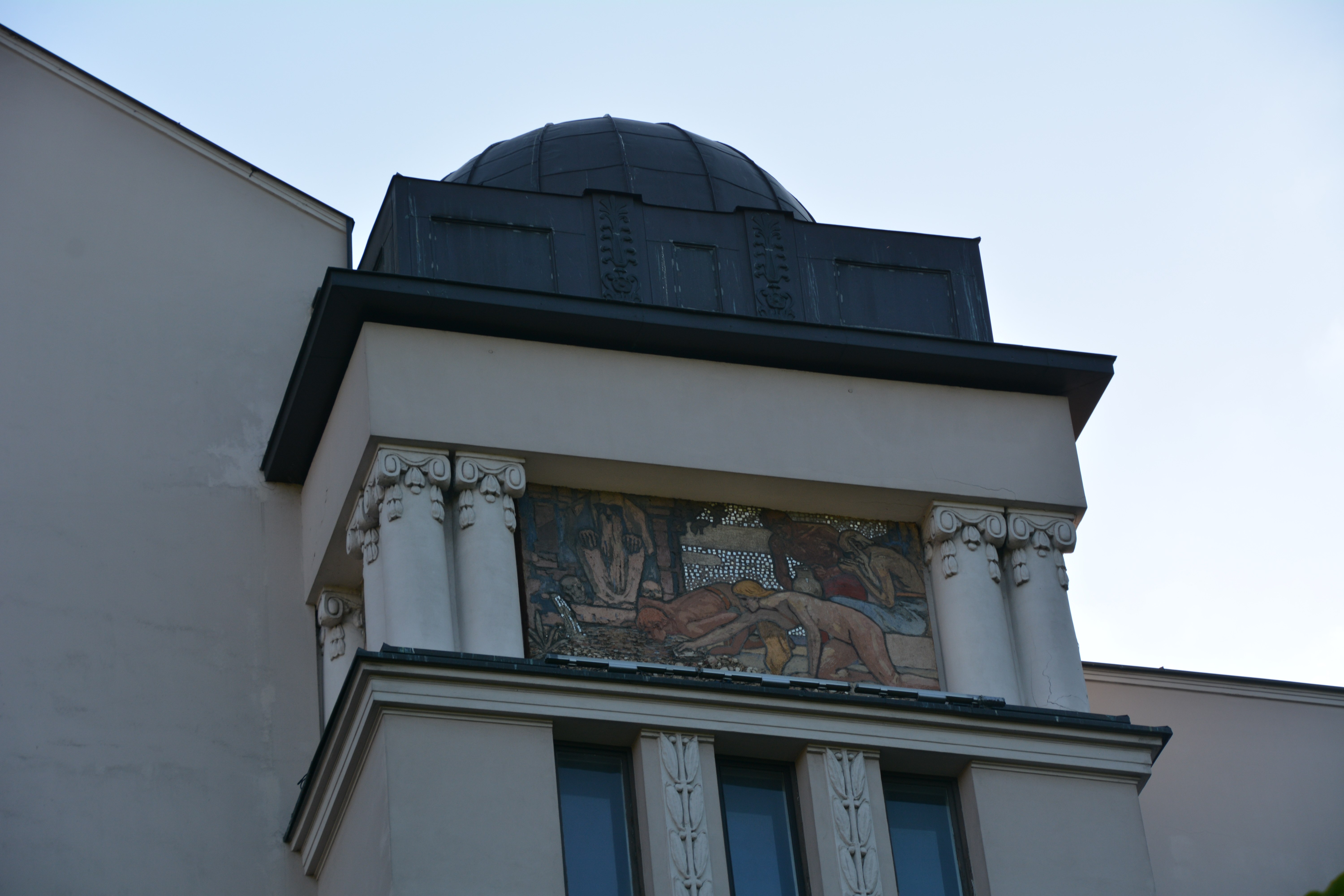
Målning på norra sidotornet
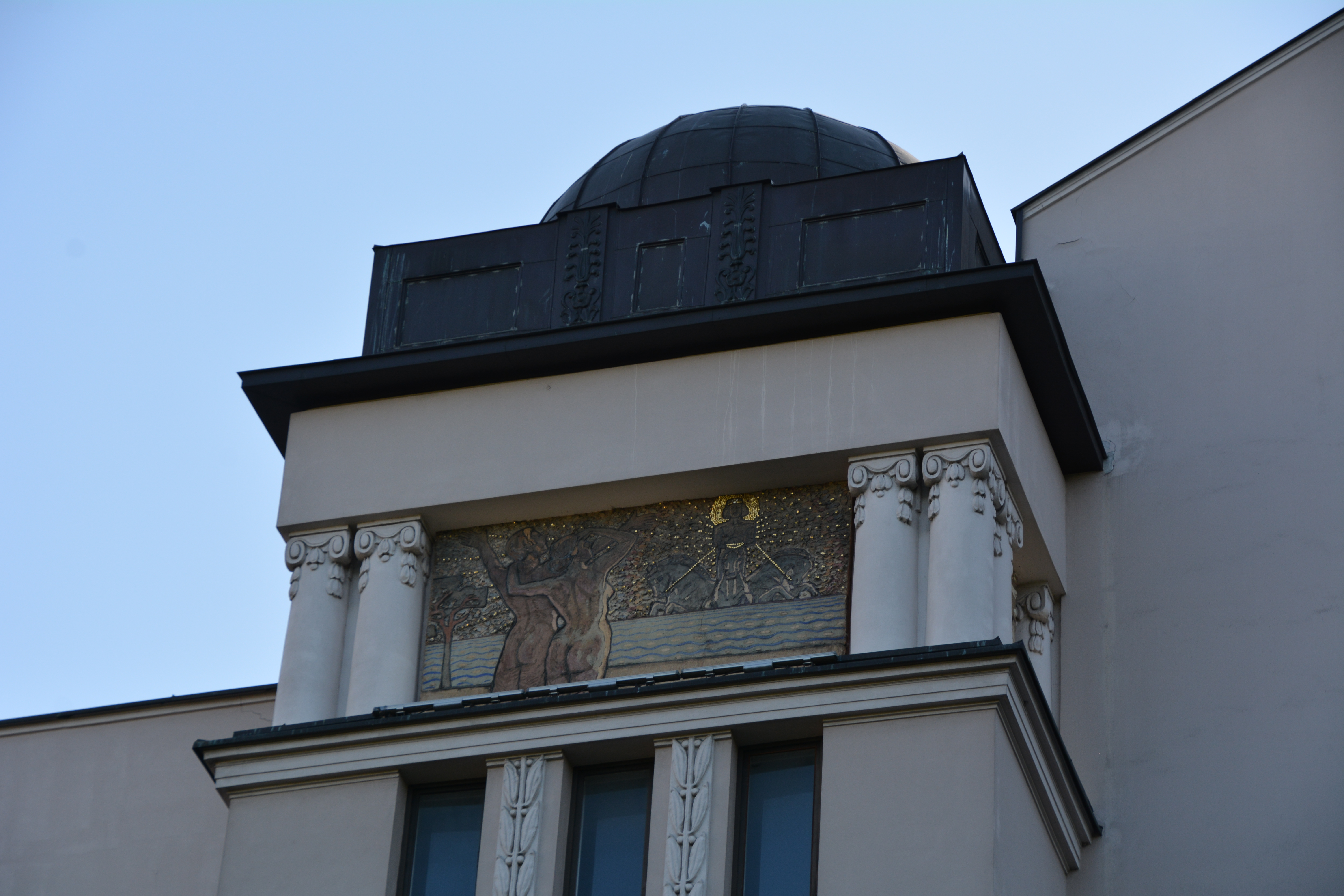
Målning på södra sidotornet